# Marc Freiberger
Marcus Ross "Marc" Freiberger (Amarillo, 27 de novembro de 1928 - Winston-Salem, 29 de junho de 2005) foi um basquetebolista estadunidense que integrou a Seleção Estadunidense na conquista da Medalha de Ouro disputada nos XV Jogos Olímpicos de Verão em 1952 realizados em Helsínquia na Finlândia.